# HD 201671
HD 201671，又名BD+21 4486，SAO 89505、HR 8101，是一颗恒星，视星等为6.68，位于銀經70.33，銀緯-17.15，其B1900.0坐标为赤經21h 6m 1.7s，赤緯+22° -17.15′ 50″。